# Victor Lieutaud
Pour les articles homonymes, voir Lieutaud.
Victor Lieutaud, né le 8 mai 1844 à Apt et mort le 26 décembre 1926 à Volonne, est un écrivain et philologue d'expression provençale, majoral du Félibrige en 1876, membre fondateur de la Société Scientifique et Littéraire des Basses‐Alpes. Il fut bibliothèque et archiviste de la ville de Marseille jusqu'en 1881 avant de devenir notaire.